# Bassem Youssef
Bassem Raafat Muhammad Youssef (in arabo  باسم رأفت محمد يوسف , conosciuto come Bassem Youssef (Il Cairo, 22 marzo 1974) è uno showman e chirurgo egiziano, conduttore del programma televisivo satirico Al Bernameg ("Il Programma"), della CBC, dal 2011 al 2014. I mass media lo hanno paragonato a Jon Stewart, al cui programma The Daily Show Youssef ha detto di essersi ispirato..

## Biografia
Nato al Cairo il 22 marzo 1974 dove vive con sua moglie Hala e sua figlia Nadia. Si è laureato alla Facoltà di Medicina dell'Università del Cairo nel 1998. Dopo aver lavorato come cardiologo, nel 2011 assiste agli scontri in Piazza Tahrir, durante i quali ha assistito numerose volte i giovani rivoluzionari. Dopo questa esperienza passa alla creazione e conduzione del programma satirico "Al Bernameg" sul canale Youtube. Dopo il grande successo e le offerte delle emittenti televisive egiziane passa alla conduzione del programma in TV (CBC, MBC MASR). Vive ad Oakland, California con moglie e figlia (esilio forzato a causa del mandato d'arresto da parte del generale ʿAbd al-Fattāḥ al-Sīsī).
La sua storia è raccontata nel documentario Tickling Giants del 2016, diretto da Sara Taksler, disponibile anche in lingua italiana.

### Vita professionale
Inizia la sua satira nel 2011, in risposta alla rivoluzione egiziana, col programma The B+ Show, inserito su YouTube.
Ha parodiato personaggi famosi come Tawfik Okasha, il musicista Amr Mostafa, il candidato salafita alle elezioni presidenziali del 2012, Hazem Salah Abu Ismail, e Mohamed ElBaradei, già direttore dell'Agenzia internazionale per l'energia atomica. Ha partecipato alla puntata del 21 giugno 2012 del programma satirico di Jon Stewart.
Il 1º gennaio 2013 è stato inquisito per diffamazione nei confronti del Presidente Mohamed Morsi, secondo il cui staff lo show di Youssef "fa circolare notizie false e disturba la quiete e la sicurezza pubbliche, con ripercussioni sulla Pubblica Amministrazione". In seguito è stato emesso un mandato d'arresto dal generale ʿAbd al-Fattāḥ al-Sīsī, attuale presidente della Repubblica egiziana. È stato inserito tra le 100 persone più influenti del pianeta nella classifica del settimanale Time nell'aprile 2013.